# Conjunto Rumbavana
Conjunto Rumbavana war eine kubanische Musikgruppe, die 1955 gegründet wurde. Ihr Direktor war der Pianist Joseíto González († 1996), der ehemalige Lehrer von Adalberto Álvarez. Ihr Repertoire umfasste kubanische Rhythmen wie Bolero, Guaracha, Cha-cha-chá, Son montuno, Conga und Danzón.

## Alben (Auswahl)
- 1957: Cumbanchando
- 1962: Panart, Egrem
- 1981: Rumbavana en Santiago
- 1987: Oye lo que trae Rumbavana